# Скопеллити, Розанна
Розанна Скопеллити (итал. Rosanna Scopelliti, родилась 12 ноября 1983 года в Риме) — итальянский политик, депутат Палаты депутатов Италии от партии «Новый правый центр», в прошлом депутат партии «Народ свободы».

## Биография
Дочь итальянского политика Антонио Скопеллити, убитого в 1991 году мафиозной группировкой «Ндрангета». Состояла в партии «Народ свободы», как её член избрана в Палату депутатов 19 марта 2013 года по итогам парламентских выборов от XXIII избирательного округа Калабрии. 16 ноября 2013 года после роспуска «Народа свободы» перешла в партию «Новый правый центр» Анджелино Альфано. С 7 мая 2013 года заседает в IV комиссии (по обороне).